# Hans Hermannstädter
Hans Hermannstädter (Cristian, 6 februari 1918 – Augsburg, 30 december 2006) was een Roemeens handballer.
Op de Olympische Spelen van 1936 in Berlijn eindigde hij op de vijfde plaats met Roemenië. Hermannstädter speelde één wedstrijd.
Dragan Comanescu · Péter Facsi · Carol Haffer · Ludovic Haffer · Fritz Halmen · Willi Heidel · Hans Hermannstädter · Hans Georg Herzog · Alfred Höchsmann · Bruno Holzträger · Fritz Kasemiresch · Willi Kirschner · Stippi Orendi · Günther Schorsten · Oki Sonntag · Robert Speck · Willi Zaharias · Hans Zikeli · Ștefan Zoller